# Njuksenskij rajon
Il Njuksenskij rajon (in russo Нюксенский район?) è un rajon dell'Oblast' di Vologda, nella Russia europea; il capoluogo è Njuksenica. Istituito il 18 aprile 1924, ricopre una superficie di 5.167 chilometri quadrati ed ospita una popolazione di circa 11.000 abitanti.